# Ulrike Lau
Ulrike Lau (* vor 1970 in Hamburg) ist eine deutsche Synchronsprecherin, -autorin und -regisseurin sowie Musikerin.

## Leben
Ulrike Lau kam bereits als Kleinkind nach Berlin. Sie studierte Schauspiel am Mozarteum Salzburg von 1979 bis 1982 und war danach als Theaterschauspielerin tätig. Seit 1990 ist sie Synchronsprecherin sowie Dialogbuchautorin und Synchronregisseurin u. a. bei Cinephon Berlin. Von 1996 bis 2010 spielte sie Cello in der Band 17 Hippies.
Als Synchronsprecherin sprach sie knapp 300 Rollen ein.

## Synchronarbeiten (Auswahl)

### Synchronsprecherin
- 1992: Affäre in Trinidad: Juanita Moore als Dominique
- 1993: Philadelphia: Ann Dowd als Jill Beckett
- 1994: Raumschiff Enterprise – Das nächste Jahrhundert: Marina Sirtis als Counsellor Deanna Troi (Fernsehserie, 90 Folgen)
- 1994–1995: Chicago Hope – Endstation Hoffnung: Roma Maffia als Angela Giandamenicio (Fernsehserie, 6 Folgen)
- 1996: Mars Attacks!: Pam Grier als Louise Williams
- 1996: Beautiful Thing: Linda Henry als Sandra Gangel
- 2008: Kleiner Dodo: Panthermama (Zeichentrickfilm)
- 2013: Snowpiercer: Octavia Spencer als Tanya
- 2015–2016: Wayward Pines: Siobhan Fallon Hogan als Arlene Moran (Fernsehserie, 16 Folgen)
- 2017: Coco – Lebendiger als das Leben!: Abuelita (Animationsfilm)

### Synchronautorin
- 2005–2006: Oh! My Goddess (Zeichentrickserie, 50 Folgen)
- 2007–2012: iCarly (Fernsehserie, 109 Folgen)
- 2009: Flüstern des Meeres – Ocean Waves (Zeichentrickfilm)
- 2009–2015: Nurse Jackie (Fernsehserie, 80 Folgen)
- 2013–2014: Sam & Cat (Fernsehserie, 35 Folgen)